# Prowincja Kayanza
Prowincja Kayanza (kirundi: iProvense ya Kayanza) – jedna z 17 prowincji w Burundi, znajdująca się w północnej części kraju. Północna granica prowincji jest jednocześnie granicą państwową z Rwandą. Na zachodzie graniczy z prowincją Bubanza, od której oddziela ją Park Narodowy Kibira, łączący się z Parkim Narodowym Lasu Nyungwe w Rwandzie. Na wschodzie graniczy z prowincją Ngozi, na południu – z prowincją Muramvya, a na południowym wschodzie – z prowincją Gitega.
Stolicą prowincji jest miasto Kayanza – jedyne miasto na jej terenie, a jej gubernatorem (od 11 lipca 2020) – Rémy Cishahayo. Powierzchnia prowincji wynosi 1.177,8 km².
Region ten był jednym z najbardziej dotkniętych przez wojnę domową w Burundi w latach 1993–2005.

## Podział administracyjny
Prowincja Kayanza dzieli się na 9 gmin:
- Butaganzwa;
- Gahombo;
- Gatara;
- Kabarore;
- Kayanza;
- Matongo;
- Muhanga;
- Muruta;
- Rango.

## Ludność
Liczba mieszkańców prowincji wynosi ok. 844 tys. osób. Prowincja należy do najgęściej zaludnionych terenów w Burundi (obok prowincji Bużumbura, Ngozi i Muramvya). Zamieszkuje tu około 400-500 osób na km².
Prowincję – jak i cały kraj – zamieszkuje ludność z plemion Hutu, Tutsi i Twa (Batwa), przy czym w prowincjach północnych, w tym Kayanza (oraz w prowicji Bużumbura) występuje większa koncentracja Pigmejów Twa. Pomimo różnic etnicznych wszyscy posługują się wspólnym językiem kirundi.

## Warunki geograficzne
Teren jest górzysty, średnia wysokość wynosi ok. 1772 m n.p.m. Najwyższe szczyty na terenie prowincji to Camabiri (2757 m n.p.m.) – piąty najwyższy szczyt w Burundi, Mikiko (2553 m n.p.m.) i Karavyi (2525 m n.p.m.).
Terytorium Burundi jest podzielone na dwa główne dorzecza: Konga i Nilu. Dział wodny przebiega na terenie prowincji – Park Narodowy Kibira leży na szczycie gór rozgraniczających dorzecza (wys. 1550-2660 n.p.m.)
Klimat przechodzi od wilgotnej sawanny tropikalnej, przez tropikalny las deszczowy po subtropikalny klimat górski. Występują tu okresowe niedobory opadów i opady gradu. w Parku Narodowym Kibira klimat jest tropikalny. Średnia miesięczna temperatura zarejestrowana na stacji pogodowej Rwegura w okresie piętnastu lat (1990-2005) wynosi 15,4 °C. Przez większą część roku występują opady deszczu, z przerywanymi okresami suszy. Opady deszczu są obfite od września do maja z krótką porą suchą od stycznia do lutego.
Na terenie prowincji Kayanza położony jest jeden z trzech najważniejszych zbiorników wodnych: jezioro Rwegura na terenie Parku Narodowego Kibira na granicy z prowincją Bubanza (pozostałe dwa to jezioro Mugere w prowincji Bujumbura i jezioro Cuhoha w prowincji Kirundo). Są tam także liczne małe równiny zalewowe i bagna.

## Gospodarka

### Rolnictwo
Prowincja Kayanza jest regionem rolniczym. Większość ludności utrzymuje się z uprawy niewielkich poletekm a większość produkcji rolnej konsumowana jest na poziomie gospodarstw domowych. Na potrzeby własne uprawiane są banany, maniok, fasola, słodkie ziemniaki, kukurydza, ryż oraz różne warzywa. Głównym rynkiem docelowym jest rynek lokalny w Kayanza. Ceny produktów rolnych są na ogół niskie ze względu na słabo rozwinięty system rynkowy. Ponadto rolnicy mają ograniczony dostęp do informacji rynkowych, co ogranicza ich siłę negocjacyjną. Głównymi uprawami handlowymi są herbata i kawa, uprawiane są też ziemniaki, pszenica, kukurydza i warzywa.
Trzy prowincje położone w zachodniej części kraju (Kayanza, Muramvya i Mwaro) w równym stopniu cierpią z powodu niskiej wydajności produkcji. Na terenie prowincji Kayanza występuje wysoki poziom ubóstwa, które wiąże się też z wylesieniem i erozją gleb. Region jest górzysty ze stromymi zboczami i wąwozami o wysokim ryzyku osunięć ziemi, a delikatne gleby są wyjątkowo wrażliwe na erozję wywołaną deszczem i spływanie gleby ze zboczy, co powoduje zamulanie rzek i wiąże się z wysokim stopniem erozji, do czego przyczyniają się złe praktyki rolnicze, oraz degradacją gruntów w zlewniach. Występuje tu duża gęstość zaludnienia i niewielkie rozmiary gospodarstw domowych, wysoka presja demograficzna na środowisko naturalne oraz nadmierna eksploatacja gruntów rolnych i hodowlanych.
Kayanza jest jedną z prowincji Burundi (obok Gitega, Karuzi, Kirundo, Muyinga i Ngozi), w których występuje największy brak bezpieczeństwa żywnościowego. Wcześniej – na początku XXI w. – na terenie prowincji Kayanza szczególny brak bezpieczeństwa żywnościowego przypisywano m.in. położeniu na skraju lasu Kibira, gdzie ukrywały się grupy rebeliantów, regularnie plądrujących pobliskie gospodarstwa domowe i rabujące zapasy żywności. Miało to druzgocący wpływ na lokalną gospodarkę i było przyczyną ograniczonych możliwości zatrudnienia.
Problemem w prowincji Kayanza jest też wykorzystywanie rolnicze bagien przez ubogich rolników. Choć mogą tak uzyskać bardzo niewielkie dochody, eksploatują bagna ze względu na utratę żyzności gleb na wzgórzach. Osuszanie bagien doprowadziło do wyschnięcia źródeł, utraty wielu gatunków zwierząt i roślin oraz zanik pierwotnej fauny i roślinności tych bagnach już przed rokiem 2006.

### Łowiectwo i zbieractwo
Pigeje Twa starają się kontynuować swój odwieczny styl życia, pozyskując rośliny jadalne i lecznicze, a także polując w górskim lesie tropikalym na terenie Parku Narodowego Kibira.

### Eksploatacja surowców mineralnych
Większość wydobycia surowców mineralnych w Burundi koncentruje się w prowincjach północnych: Kayanza, Cibitoke, Kirundo i Muyinga. Górnictwo degraduje gleby i brzegi rzek we wszystkich typach ekosystemów w Burundi. Działania te skutkują zanieczyszczonym odpływem niebezpiecznych chemikaliów przedostających się do wód gruntowych i rozległym zniszczeniem roślinności poprzez karczowanie terenu. Degradacja środowiska występuje m.in. w Parku Narodowym Rusizi w wyniku pozyskiwania piasku i żwiru do celów budowlanych. Płukanie minerałów musi być prowadzone w pobliżu źródeł wody, która jednak unosi metale ciężkie poniżej miejsca wydobycia.
W prowincjach Kayanza i Kirundo firma Comptoirs Miniers de Burundi SA (COMEBU) oraz Tantalum Mining (TAMINCO) ekspolatowała złoża kolumbitu (zawierającego niob), tantalu, kasyterytu – rudy cyny oraz wolframu. Na terenie prowicji górnicy rzemieślnicy wydobywają też złoto. Działają tu także spółdzielnie górnicze.
Na terenie prowincji występuje skaleń, który może być wykorzystany do produkcji cementu.

### Produkcja energii elektrycznej
We wrześniu 1986 roku powstała elektrownia wodna Rwegura na rzece Kitenge w prowincji Kayanza. Miała wytwarzać 18 MW i 64 GWh energii elektrycznej rocznie, dostarczając energię elektryczną do różnych miast w Burundi przy użyciu dwóch linii przesyłowych – Rwegura-Bujumbura i Rwegura-Ngozi przez Kayanza. Uważano, że rzeka Kitenge ma wystarczającą ilość wody zarówno do irygacji, jak i przyszłych projektów energetycznych w dole rzeki. W rzeczywistości elektrownia Rwegura boryka się z wieloma problemami ze względu na spadek poziomu wody w zbiorniku, co spowodowało zmniejszenie generowanej mocy. Doprowadziło to do powstania systemu reglamentacji, prowadonego przez krajową spółkę administracji wodociągowej i energetycznej REGIDESO, w którym pierwszeństwo mają szpitale, a następnie przemysł, podczas gdy gospodarstwa domowe rzadko otrzymują energię.

### Turystyka
Leżący na terenie prowincji Park Narodowy Kibira oferuje turystom wiele atrakcji. Do Parku droga prowadzi przez turystyczną wioskę Pigmejów Twa o nazwie Busekera, a także przez rozległe plantacjach herbaty Teza i Rwegura. W parku można podziwiać tropikalny las deszczowy, wodospady, jezioro Rwegura i zaporę wodną hudroelektrowni Rwegura na rzece Kitenge. W parku można obserwować ponad 200 gatunków ptaków i 98 gatunków ssaków, w tym naczelne, a wśród nich m.in. szympans (Pan troglodytes), gereza angolańska (Colobus angolensis ruwenzorii), koczkodan górski (Cercopithecus lhoesti), koczkodan czarnosiwy (Cercopithecus mitis kandhi).
Najbardziej znane ptaki wstępujące w parku to szyszak (Corythaeola cristata), myszołów górski (Buteo oreophilus), kusokurka perlista (Sarothrura pulchra), żako – papuga szara (Psittacus erithacus), afrotrogon prążkowany (Apaloderma vittatum) i dzioborożec baniastoczoły (Bycanistes subcylindricus).
W celu ożywienia gospodarki prowincji Kayanza, w tym branży hotelarskiej i turystycznej, 2.04.2022 zainaugurowano funkcjonowanie obiektu turystycznego przy gorących źródłach termalnych „Ku Mahoro” w rejonie Rugazi w Kabarore koło jeziora Rwegura, wyposażonego w 4 baseny z wodą termalną.

### Transport
Przez prowincję przebiega tzw. „Korytarz Północny” – szlak komunikacyjny o długości około 2040 km, który łączy Mombasę w Kenii z Bużumburą przez Kampalę (Uganda) i Kigali (Rwanda), którym przewożone są towary transportem drogowym lub kolejowym.

## Ubóstwo
Prowincja Kayanza należy do najbiedniejszych regionów Burundi. Wyżyny Centralne – prowincje Karuzi, Ngozi, Gitega i Kayanza – mają podobne warunki geograficzne i klimatyczne (znaczna erozja gleby na zboczach wzgórz, wylesienie, okresowe niedobory opadów i opady gradu). Są to również obszary o dużej gęstości zaludnienia. Należą do prowincji o najwyższym poziomie chronicznego niedożywienia, a ich ludność znajduje się w trudnej sytuacji i ma ograniczone możliwości zdobycia środków do życia (brak możliwości prowadzenia gospodarstwa rolnego i bardzo niewiele opcji pozarolniczych). Wśród dzieci w Ngozi i Kayanza 99,7% jest skarłowaciałych, z niedowagą albo wyniszczonych.
Zły stan odżywiania odbija się też na zdrowiu ludności poprzez zmniejszoną odporność. W przypadku braku zmiany klimatu liczba przypadków malarii w prowincji Kayanza do roku 2050 r. znacznie wzrośnie. Wraz ze zmianą klimatu liczba przypadków malarii wzrośnie w tym okresie nawet pięciokrotnie.

## Znane osoby
Ze stolicy prowinicji pochodzi Domitien Ndayizeye, prezydent Burundi w latach 2003–2005.